# 德国15号高速公路
德国15号高速公路（Bundesautobahn 15，简称BAB 15或A 15）是德国的一条高速公路，始于呂貝瑙，终于福斯特。全长64千米，最初建于1934年。是欧洲E36公路的一部分。